# روبرت شتاينبرغ
روبرت شتاينبرغ (بالإنجليزية: Robert Steinberg)‏ (و. 1922 – 2014 م) هو رياضياتي، وعالم، وأستاذ جامعي أمريكي، كان عضوًا في الأكاديمية الوطنية للعلوم، توفي عن عمر يناهز 92 عاماً.

## التعليم
تعلم في جامعة تورنتو.